# Othon de Ziegenheim
Othon de Ziegenheim (ou Otto von Ziegenhain, né vers 1380 ; † 13 février 1430 à Coblence) est archevêque et prince-électeur de Trèves de 1418 à sa mort.

## Origine et débuts publics
Othon est un rejeton de la famille des comtes de Ziegenheim (de) de Hesse, fils du comte Geoffroy VIII de Ziegenheim (de) et de son épouse Agnès de Brunswick († 1416), et frère du dernier comte régnant de Ziegenheim, Jean II (de). Il était aussi le neveu de l'archevêque de Trèves, Werner de Falkenstein.
Othon mène ses études à Vienne et à Heidelberg ; il devient dès 1405 prévôt du chapitre de Saint-Martin (de) de Worms et curé de Saint-Wendel, puis prévôt du chapitre de la cathédrale de Trèves le 9 novembre 1406 du fait de son oncle. De 1413 à 1417, il remplit aussi la charge de prévôt de Saint-Florin de Coblence. Avant son élection comme archevêque, il accomplit déjà pour son oncle de lourdes tâches de gouvernement : entre autres, lors du Concile de Pise (1409), l'archevêque lui avait confié la représentation du diocèse de Trèves ; de 1414 à 1418 il était encore au concile de Constance au même titre.
Il aurait été en lien avec la congrégation bénédictine de Bursfelde. En tout cas, il est probable qu'avant son élection comme archevêque, il a abandonné certains de ses titres à prébendes qu'il cumulait auparavant, afin de s'occuper davantage des affaires de l'électorat de Trèves pendant le mandat de son oncle.

## Archevêque de Trèves
L'élection d'Othon au siège archiépiscopal de Trèves par le chapitre cathédral se fait dix jours après la mort de son oncle (4 octobre 1418), après des négociations et la reconnaissance de droits nouveaux au chapitre par ses Capitulationes. Après la confirmation de l'élection par le pape Martin V, Othon est consacré évêque le 12 mars 1419 par les évêques de Verdun et de Worms. Fervent partisan de la réforme des ordres religieux et du clergé, il choisit comme évêque auxiliaire le dominicain d'Aix-la-Chapelle Johannes de Monte.
Othon a la réputation d'être un exemple par sa vie morale et religieuse. En 1421, il promeut la réforme de l'Abbaye Saint-Matthias de Trèves en y faisant nommer abbé le prieur chartreux Jean de Rode, avec une dispense du Pape ; en 1422, il rassemble une cinquantaine d'abbés bénédictins à Saint-Maximin pour initier une réforme, ce qui sera à l'origine de la congrégation de Bursfelde. En 1423, il essaie de réformer les mœurs du haut et du bas clergé par un synode provincial tenu le 26 avril. Sa tentative de réforme des Augustins du Monastère de Springiersbasch et du monastère féminin attenant va cependant être réduite à néant par des intrigues et un renvoi en appel par une famille noble influente. En 1427, Othon se rend à Rome accompagné de son secrétaire, le célèbre Nicolas de Cues ; il le récompensera en lui accordant le bénéfice de doyen de Saint-Florin de Coblence.
Sa piété exemplaire et la modestie de son train ne l'ont pas empêché de renforcer de tous côtés la puissance et les finances de son archidiocèse. C'est sans doute un peu de népotisme qui empêcha l'aboutissement de la réforme du chapitre cathédral de Trèves. Refusant les exigences de présence au chœur de l'archevêque, les chanoines menacèrent en 1428 de quitter la ville avec toutes les reliques conservées dans la cathédrale, ce qui fit reculer Othon.
On retient aussi sa participation aux malheureuses campagnes en Bohème pendant les guerres hussites : ses troupes vont subir de cuisants échecs à deux reprises.
Quant à sa place dans l'Empire, il s'est allié en 1424 avec les autres prince-électeurs dans l'Union de Bingen pour s'opposer à Sigismond.

## Expulsion des Juifs
Une ombre sur son temps de service : l'expulsion de tous les Juifs du territoire de l'archidiocèse de Trèves, le 30 décembre 1419. À Trèves même, il s'agissait de 50 familles. Certains d'entre eux se sont installés dans les villages en dehors de l'autorité du prince électeur, tandis que d'autres ont trouvé où s'installer en Pologne et dans d'autres régions de l'est. Ainsi des communautés juives s'installèrent dans les domaines des monastères des environs de Trèves : Aach (domaine de l'abbaye bénédictine Sainte-Irmine), Butzweiler (domaine de l'abbaye Sainte-Marie des martyrs), Freudenburg (domaine de l'abbaye Saint-Maximin). Pourtant des Juifs ont pu demeurer en certains endroits dépendants de l'électorat de Trèves, comme Clüsserath, Leiwen, Schweich, Monzel, Filz, Cordel et d'autres encore, ce qui laisse entendre soit qu'il y avait des dérogations soit que l'arrêté d'expulsion n'a pas été mis en œuvre de manière cohérente.

## Mort
Il meurt de la maladie de la pierre en 1430, et selon son souhait, il est enterré dans la cathédrale de Trèves.

## Source de la traduction
- (de) Cet article est partiellement ou en totalité issu de l’article de Wikipédia en allemand intitulé « Otto von Ziegenhain (Erzbischof) » (voir la liste des auteurs).
- Notices d'autorité :   - VIAF
  - GND